# John Roberts
John Glover Roberts, Jr. (sinh ngày 27 tháng 1 năm 1955) là Chánh án thứ 17 và là Chánh án đương nhiệm của Tối cao Pháp viện Hoa Kỳ. Ông đảm đương chức vụ này từ năm 2005, được tổng thống George W. Bush bổ nhiệm sau khi Chánh án William Rehnquist đột ngột qua đời. Ông được đánh giá là người có khuynh hướng thiên về bảo thủ trong quan điểm luật học và pháp chế.
Roberts sinh trưởng ở vùng phía bắc bang Indiana, theo học tại trường tư trước khi tới học tại Trường Đại học Harvard (tiếng Anh: Harvard College) rồi sau đó là Trường Luật thuộc Viện Đại học Havard, nơi mà ông làm biên tập của tạp chí Harvard Law Review. Sau khi thi đỗ kỳ thi luật sư, ông trở thành trợ lý tòa án cho các thẩm phán Henry Friendly và William Rehnquist trước khi trở thành thành viên văn phòng Bộ trưởng Tư pháp Hoa Kỳ, nhiệm kỳ của Tổng thống Ronald Reagan. Sau đó, ông được bổ nhiệm vào Bộ Tư pháp trong nhiệm kỳ của Tổng thống George H. W. Bush, rồi làm thành viên của Hội đồng cố vấn Nhà Trắng, trước khi dành 14 năm hành nghề luật tư nhân. Trong quãng thời gian này, ông tham gia tới 39 vụ án tại Tối cao Pháp viện Hoa Kỳ.
Năm 2003, ông được Tổng thống George W. Bush đề cử và được bổ nhiệm vào một vị trí thẩm phán ở Tòa phúc thẩm liên bang tại Washington D.C., và sau đó là vị trí thẩm phán tại Tối cao Pháp viện Hoa Kỳ thay thế cho Thẩm phán Sandra Day O'Connor về hưu. Do Chánh án Rehnquist qua đời trước khi Roberts được chính thức bổ nhiệm vào ghế của Thẩm phán O'Connor, Tổng thống Bush đã rút lại đề cử của Roberts và thay vào đó đề cử Roberts cho vị trí Chánh án của Tối cao Pháp viện Hoa Kỳ.